# Toshokan Sensou
Toshokan Sensou (яп. 図書館戦争 Тосёкан Сэнсо:, «Библиотечные войны») — серия лайт-новел Хиро Арикавы, проиллюстрированная Сукумо Адабаной. Состоит из четырёх книг, из которых лишь первая называется Toshokan Sensou. Все книги были изданы компанией MediaWorks между февралём 2006 и ноябрём 2007 года, а до этого по главам выходили в журнале Dengeki Daioh. В Японии продано более 1 млн копий данных лайт-новел. По книгам Хиро Арикавы был также снят двенадцатисерийный аниме-сериал, нарисована манга и записано несколько радиопостановок.

## Сюжет
Действие происходит в 2019-м году. Тридцать лет назад был принят Закон о Развитии СМИ. Вооружённое Секретное Подразделение Развития объявило цензуру на книги, как предлог используя защиту прав человека и молодёжи от негативного влияния. В то же время, чтобы противостоять цензуре, был принят Закон о Свободе Библиотеки, благодаря чему с разрешения местной власти библиотека могла выступить против центрального правительства и организовать сопротивление. Конфликт между сторонами достиг своего апогея и теперь ситуация переросла в вооружённое столкновение между Библиотекой и Комитетом Развития СМИ. На 31-м году эры Сейка Ику Касахара оказывается в центре этого конфликта.

## Персонажи
Ику Касахара (яп. 笠原 郁 Касахару Ику) — главная героиня Toshokan Sensou. Ей 22 года, изначально занимает место клерка Библиотеки первого класса, позже клерк Целевой группы. Она вступила в библиотеку Сил обороны Канто в 2019 году после того, как высокопоставленный член Канто Библиотеки Сил обороны спас от цензуры книгу, которую она хотела купить. Она, думает о нём, как о «принце», и хочет быть «союзником правосудия», как он был для неё. Обладает обостренным чувством справедливости, когда речь заходит о свободе слова. И она готова положить свою жизнь за книги, которые поклялась защищать. Когда Ику Касахара входит в курс начальной подготовки, она считает её весьма сложной, тем более инструктор Додзе относится к ней серьёзней, чем к другим новобранцем. В средней школе она была членом команды по легкой атлетике, поэтому она очень вынослива и стремится продолжать борьбу вместе с Библиотекой сил обороны. В начале истории Касахара постоянно делает ошибки, но, несмотря на её недостатки, она начинает работу в Целевой группе (элитной группе солдат, которые проходят тщательную подготовку для того, чтобы реагировать в сложных ситуациях). Хотя сначала она начинает медленно, вскоре она становится способной, хотя по-прежнему не может наладить отношения с Додзе, своим начальником. Позже Касахара узнает, что на самом деле Додзе её «принц». Сэйю: Марина Иноуэ
Ацуси Додзё (яп. 堂上 篤 До:дзё: Ацуси) — 27-летний член библиотеки — Целевая группа, занимает первое место библиотекаря II степени. Его рост всего 165 см, из-за этого Касахара даже однажды называет его коротышкой. Он очень грубый к Касахаре в связи с её недостатком веры в него. Одна из причин, почему он так относится к Касахаре — он видит старого себя в ней, и он сердится, что она относится к нему с такой эмоциональной силой, несмотря на его старания забыть о ней. Он часто беспокоится о Касахаре и даже защищает её от комментариев других. Сэйю: Томоаки Маэно
Микихиса Комаки (яп. 小牧 幹久 Комаки Микихиса) — как Додзе, 27-летний член Целевой группы библиотеки, и занимает первое место библиотекаря II степени. Он, как правило, улыбается или смеётся над своими сотрудниками, особенно это касается разговоров между Касахарой и Додзе. Он также является одним из инструкторов в Целевой группе. Он часто дает советы Касахаре в отношении Додзе, будь то на личном или профессиональном уровне. Он одна из причин призыва Касахары в Целевую группу. Сэйю: Акира Исида
Хикару Тэдзука (яп. 手塚 光 Тэдзука Хикару) — член Целевой группы библиотеки и изначально занимает место клерка в Библиотеки первого класса, но позже он клерк Целевой группы. Он поставлен в Целевую группу в то же время, как и Касахара, хотя проявляет себя более способным с точки зрения знаний, полученных на лекциях, делопроизводства в базе библиотеки и в типичных боевых действиях. Он считает, что Касахаре не место в Целевой группе, хотя позже признает её успехи. Он младший брат Сатоси Тэдзуки, который состоит в Библиотеке будущего. Сэйю: Тацухиса Судзуки
Асако Сибасаки (яп. 柴崎 麻子 Сибасаки Асако) — состоит в Целевой группе библиотеки, изначально занимает место клерка в Библиотеки первого класса. Она работает на внутренней стороне в качестве информатора военной разведки, и очень хорошо собирает информацию. Она соседка Касахары и помогает ей учиться. Сибасаки часто рассказывает Касахаре вещи, которые она находит в отношениях Касахары и её прямых начальников, таких как Додзе или Гэнда. Она пытается давать советы Касахаре и развеселить её, когда она дуется. Сэйю: Миюки Савасиро
Рюсукэ Гэнда (яп. 玄田 竜助 Гэнда Рю:сукэ) — 43-летний капитан Целевой группы Библиотеки и Библиотекарь третьего класса. Он очень силен. Он опытный в военных и командных действиях, в политике. Он немного импульсивный, к примеру, предлагает купить здание, в котором находятся Касахара и Инаминэ, взятые в заложники, под предлогом использования его в качестве будущей библиотеки только для того, чтоб целевая группа могла провести рейд помещений и спасти заложников. Сэйю: Кандзи Судзумори
Кадзуити Инаминэ (яп. 稲嶺 和市 Инаминэ Кадзуити) — командир сил обороны Библиотеки, был связан с конфликтом между Комитетом Развития СМИ и Силами обороны Библиотеки. Двадцать лет назад произошёл серьёзный конфликт между двумя группировками в библиотеке в Хино, Токио, где группа Комитета по Развитию СМИ ворвалась в библиотеку. Инаминэ тогда потерял жену и правую ногу. Сэйю: Харуо Сато

## Полнометражный фильм
Полнометражный фильм под названием «Библиотечная война: Крылья Революции» (Toshokan Senso Kakumei no Tsubasa) был выпущен той же командой, что работала над сериалом. Фильм был выпущен в японских кинотеатрах 16 июня 2012 года. Премьера для североамериканских зрителей состоялась 17 ноября 2012 года на 12-м ежегодном фестивале анимационного кино в Ватерлоо. Полнометражный боевик в живом исполнении был выпущен 27 апреля 2013.